# 3-Demetyloprodyna
3-Demetyloprodyna, MPPP – organiczny związek chemiczny, syntetyczny opioid objęty Jednolitą konwencją o środkach odurzających z 1961 roku (wykazy I i IV). W Polsce jest znajduje się w grupach I-N i IV-N wykazu środków odurzających.